# Vadzim Skrypčanka
Vadzim Vìktaravìč Skrypčanka (in bielorusso Вадзім Віктаравіч Скрыпчанка?; Malaryta, 26 novembre 1975) è un allenatore di calcio ed ex calciatore bielorusso, di ruolo difensore, tecnico della Dinamo Minsk.

## Caratteristiche tecniche
Giocava come difensore o mediano davanti alla difesa.

## Palmarès

### Giocatore
- Coppa di Bielorussia: 2

Dinamo-93 Minsk: 1994-1995
BATE Borisov: 2004-2005
- Campionato bielorusso: 2

BATE Borisov: 1999, 2002

### Allenatore
- Campionato bielorusso: 2

Dinamo Minsk: 2023, 2024
- Coppa di Bielorussia: 2

Minsk: 2012-2013
- Supercoppa di Bielorussia: 1

Dinamo Minsk: 2025